# Auraiya
Auraiya (Hindi औरैया Auraiyā; Urdu اوریہ) ist eine Stadt im nordindischen Bundesstaat Uttar Pradesh.
Auraiya liegt in der nordindischen Ebene 4,5 km nördlich der Yamuna. Die Stadt ist Verwaltungssitz des gleichnamigen Distrikts.
Die nationale Fernstraße NH 2 (Agra−Kanpur) verläuft durch Auraiya. Die Uttar-Pradesh-Fernstraße 21 verbindet Auraiya mit Jalaun und Kannauj.
Auraiya besitzt als Stadt den Status eines Nagar Palika Parishad. Die Stadt ist in 25 Wards gegliedert. Beim Zensus 2011 hatte Auraiya 87.736 Einwohner.